# 關島狐蝠
關島狐蝠（Pteropus tokudae）是關島密克羅尼西亞群島一種細小及已滅絕的狐幅。牠們最先於1931年被紀錄，最後的標本是於1967年發現的雌性狐蝠。牠們經常與較大的瑪利安娜狐蝠一同生活。牠們消失的原因可能是被獵殺或失去棲息地。